# Morro Grande (Guarulhos)
Morro Grande é um bairro do município brasileiro de Guarulhos, estado de São Paulo. Está localizado na parte norte do município, no distrito sede de Guarulhos. Faz divisa com os bairros de Capelinha, Água Azul, Mato das Cobras, Bonsucesso e com os municípios de Mairiporã, Nazaré Paulista e Santa Isabel.
O bairro é composto de muitas chácaras, bosques, sítios e cachoeiras turísticas e é o maior bairro administrativo de Guarulhos por extensão física, fica localizado dentro da bacia hidrográfica do Rio Jaguari.
Em Morro Grande se localiza o ponto mais baixo do município que é a nascente do Rio Jaguari e também se localiza o ponto mais alto de Guarulhos e da Grande São Paulo, o Pico do Gil, com cerca de 1438 metros de altura.
A empresa de bebidas Ambev possui uma fabrica dentro do bairro.
Apesar de ser o maior bairro da cidade por tamanho de território, é um dos mais desabitados da cidade devido a região ser uma área de conservação ambiental, em 2010 possuía 354 habitantes e 243 domicílios.
O Morro Grande possui apenas uma vizinhança, que se chama Orquidiama Parque Ribeirão, onde se concentra quase toda a população do distrito.